# Toi Aukuso Cain
Toi Aukuso Cain (1932 of 1933 – 18 april 2009) was een Samoaaans politicus.
Cain werd in 1979  verkozen tot parlementslid voor de kieskring West-Faleata en bleef dit totdat hij in 1999 werd gearresteerd. Cain werd toen, samen met zijn collega-politicus Leafa Vitale en diens zoon Eletise Vitale, gearresteerd in de moordzaak op Luagalau Leva'ula Kamu, de toenmalige minister van werk. Kamu was doodgeschoten door Eletise Vitale op een feest van de Human Rights Protection Party. De schutter pleitte schuldig en bekende dat zijn vader en Cain de moord beraamd hadden. De drie mannen werden ter dood veroordeeld, een straf die werd omgezet in levenslange gevangenisstraf door het staatshoofd, Malietoa Tanumafili II. Cain bleef opgesloten tot enkele dagen vóór zijn dood, toen hij werd opgenomen in een kliniek voor een behandeling tegen leverkanker.